# The Army Surgeon
The Army Surgeon est un film muet américain réalisé par Francis Ford et sorti en 1912.

## Fiche technique
- Réalisation : Francis Ford
- Scénario : Thomas H. Ince, C. Gardner Sullivan
- Date de sortie :  États-Unis : 22 novembre 1912

## Distribution
- Robert Stanton
- Harold Lockwood : le commandant
- Joe King : Docteur Ward
- Jean Hathaway
- Francis Ford
- Charles K. French